# ジャイ・シング2世
ジャイ・シング2世（Jai Singh II, 1688年12月3日 - 1743年9月21日）は、北インドのラージャスターン地方、アンベール王国（ジャイプル王国）の君主（在位：1699年 - 1743年）。ムガル帝国の政治家・武将でもある。サワーイー・ジャイ・シング（Sawai Jai Singh）とも呼ばれる。
彼は18世紀におけるもっとも際立ったラージプートの王であり、また優れた政治家、立法者、改革者、科学者でもあった。1727年に王国の首都をアンベールからジャイプルへと遷都し、そこに展望台なども建築したことでもよく知られている。

## 生涯

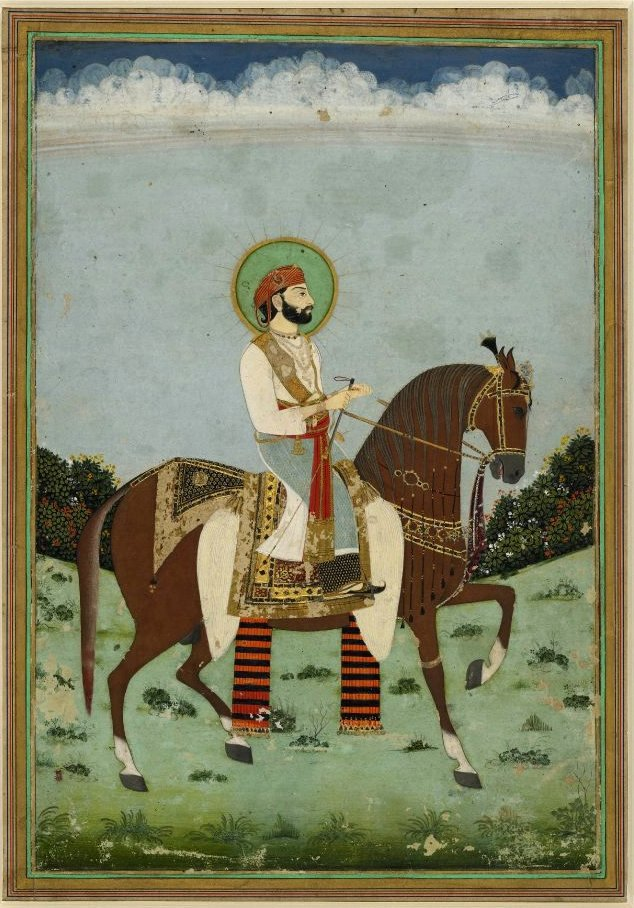
ジャイ・シング2世

1688年12月3日、アンベール王国の君主ビシャン・シングの息子として生まれた。
1699年12月31日、父のアンベール王ビシャン・シングが死亡し、ジャイ・シングがジャイ・シング2世とした王位を継承した。
ジャイ・シング2世は即位後、マラーター王国と戦うためにデカン戦争に参加し、1701年8月3日にはブルハーンプルに到着した。だが、そこで雨期に直面し、行軍できなくなった。
1702年、ジャイ・シング2世はケールナーの包囲に尽力したことを報いられ、「サワーイー」（4分の1）の称号を与えられた。
1704年、ジャイ・シング2世は皇帝アウラングゼーブの孫ビーダール・バフトの代理として、マールワー地方の統治を委ねられた。だが、アウラングゼーブによってこの決定は取り消された。
1707年3月、アウラングゼーブが死亡すると、ジャイ・シング2世はさまざまな問題に巻き込まれた。彼の支持者ビーダール・バフトとその父アーザム・シャーが対立候補のバハードゥル・シャー1世に殺害されたのである。
バハードゥル・シャー1世はアンベール王国に対する支配を強化しようとし、ジャイ・シング2世に代えて弟のヴィジャイ・シングを君主の座に据えようとさえした。ジャイ・シング2世はこれに対し、マールワール王国とメーワール王国と同盟を結んで対抗し、帝国の勢力をラージャスターンから放逐した。のち、ジャイ・シング2世はバハードゥル・シャー1世と講和したが、要求した太守職は認められなかった。
1712年、バハードゥル・シャー1世の死後、息子のジャハーンダール・シャーが即位すると、宰相ズルフィカール・ハーンはヒンドゥー教徒を懐柔しようとした。そのため、ジャイ・シング2世はアーグラとマールワーの太守に任命された。また、このとき「ミールザー・ラージャ・サワーイー」の称号も授けられた。
ジャイ・シング2世はアーグラにおいて、伸長するジャート勢力との紛争に巻き込まれた。ジャート勢力を率いていたのはバラトプルに拠点を持つチューラーマンであった。ジャイ・シング2世はムガル帝国から莫大な資金とメーワール、マールワール、コーターからの援軍を得たのち、1716年にトゥーンの城塞を包囲した。この都市の占領後、周辺の小さな城砦は占領あるいは破壊され、アーグラ周辺の支配を固めた。
ジャイ・シング2世は本国における統治も欠かさず、1727年11月に首都をアンベールからジャイプルへと遷都した。ジャイプルはジャイ・シング2世の名を冠した「勝利の都市」を意味する都市でもある。科学的な原則に則って建設された新都ジャイプルは、科学と芸術の都市として発展した。
マールワー方面では、アウラングゼーブの死後にマラーター勢力が伸長し、太守たるジャイ・シング2世はこれに対抗していた。だが、1737年12月にボーパールの戦いでムガル帝国の軍勢がマラーター軍に大敗北を喫した。翌1738年1月にボーパール条約を締結してマールワーを割譲した。
1743年9月21日、ジャイ・シング2世はジャイプルで死亡した。死後、息子のイーシュヴァリー・シングが王位を継承した。

## 科学者として

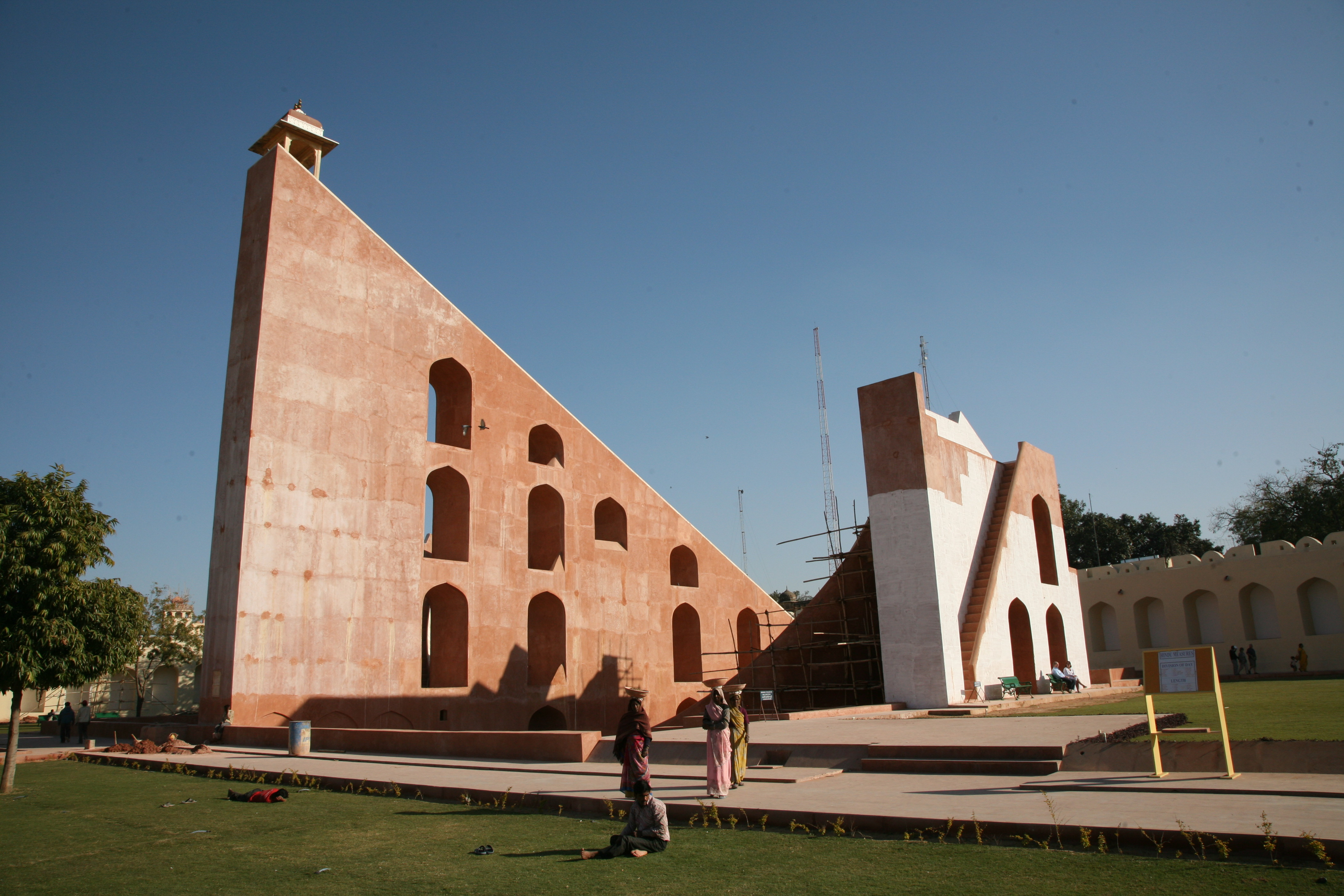
ジャイプルのジャンタル・マンタル

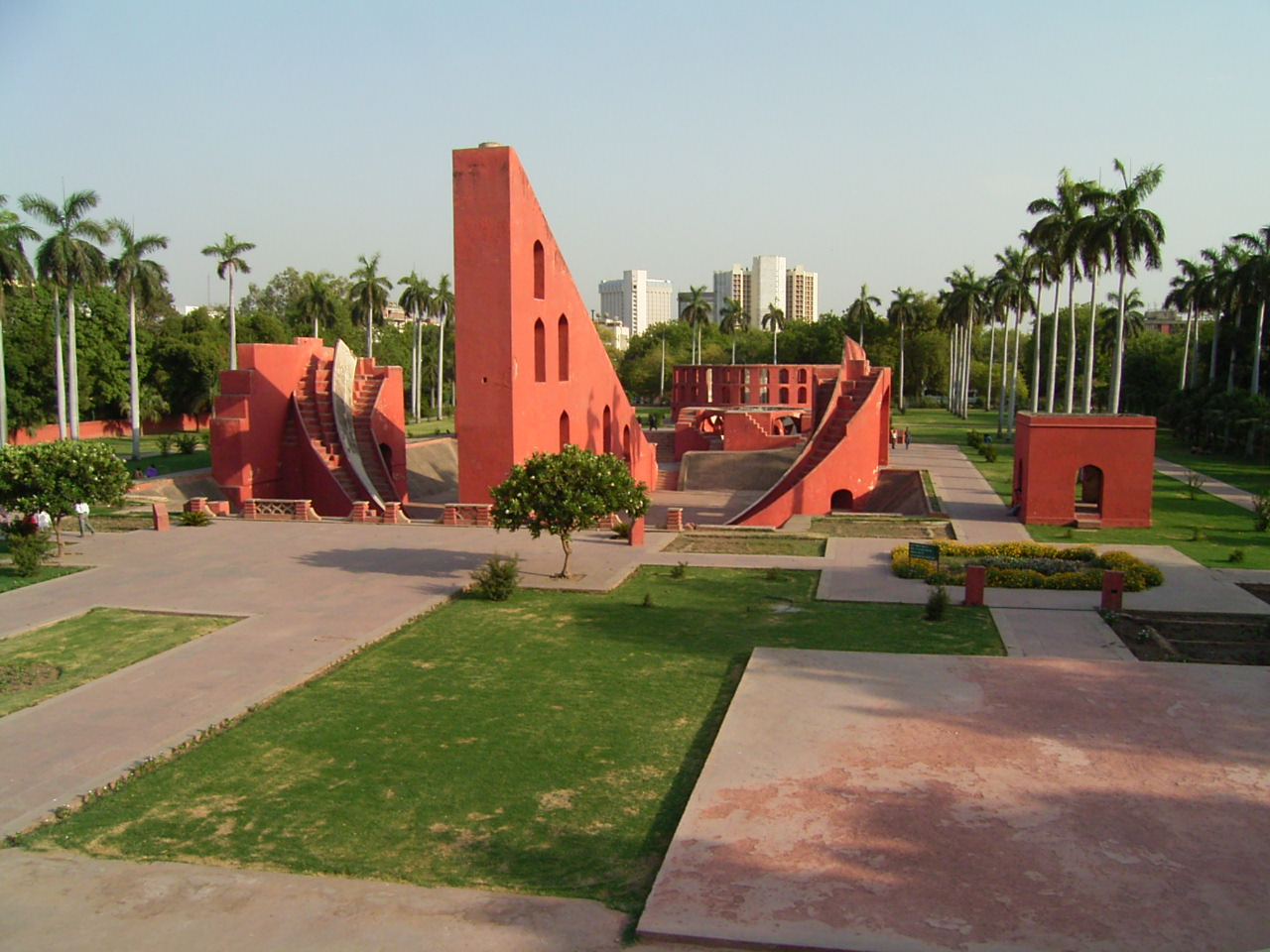
デリーのジャンタル・マンタル

ジャイ・シング2世は優れた科学者であった。当時のインドでは科学技術はその後進性が目立ったが、彼の科学技術はヨーロッパ世界にも劣らないものがあった。
ジャイ・シング2世は1727年にアンベールからジャイプルへと遷都したが、その都市を科学的な都市とした。ジャイプルは広い街路は交差するように配置されるなど、徹底した科学的な原則にのっとって建設された都市であった。
ジャイ・シング2世はとても優れた天文学者であり、彼はジャイプルに最新機器を持つ天文台「ジャンタル・マンタル」を建設した。それのみならず、帝都デリー、ウッジャイン、ヴァーラーナシー、マトゥラーなどにも「ジャンタル・マンタル」を建設した。なお、これらの機器には彼自身の設計によるものもあった。
ジャイ・シング2世の天文学的観測は当時としてはかなり正確であり、その観測の助けとなったのは当時の皇帝ムハンマド・シャーの名を取った「ジズ・ムハンマド・シャーヒー」と名付けた計算表であった。
また、ジャイ・シング2世は海外の書物にも興味をもち、エウクレイデスの幾何学原本や三角形に関する書物、対数の発明者ネイピアの作図と利用に関する書物をヨーロッパ人から購入し、それをサンスクリット語に翻訳した。

## 改革者として
ジャイ・シング2世は改革者としても名の知れた人物であり、その治世の間にいくつかの社会改革を行った。
そのなかでも、長く続いたラージプートの娘らが結婚する際の散財、女子の嬰児を殺害するといった慣習を廃止させるように立法を施行しようと試みた。
また、ジャイ・シング2世は寡婦殉死であるサティーの悪習にも、その撤廃に尽力したことで知られる。